# Othon Bastos
Othon José de Almeida Bastos (Tucano, 23 de maio de 1933) é um ator brasileiro.

## Biografia
Othon fixou residência no Rio de Janeiro ainda jovem, após a morte de seus pais, para estudar em colégio interno. Ingressou no grupo teatral mantido por Paschoal Carlos Magno, atuando primeiramente como assistente de cenografia, de iluminação e de sonoplastia e, a partir de 1951, como ator.

## Carreira
Em 1956/1957 estudou teatro em Londres. De volta ao Brasil foi trabalhar na TV Tupi. Em 1962 participou de três filmes, o premiado O pagador de promessas, de Anselmo Duarte, Tocaia no asfalto, de Roberto Pires, e Sol sobre a lama, de Alex Viany.
Foi dirigido por Glauber Rocha em Deus e o diabo na terra do sol  e O dragão da maldade contra o santo guerreiro. Em 1970 foi o vencedor do prêmio de melhor ator no Festival de Brasília por sua atuação em Os deuses e os mortos, de Ruy Guerra, e em 1973 levou o prêmio de melhor ator no Festival de Gramado por seu papel em S. Bernardo, de Leon Hirszman.
Sobre o clássico Deus e o diabo na terra do sol, segundo Othon Bastos, no roteiro havia um flashback do cangaceiro Corisco, seu personagem. Então Othon fez sua sugestão brechtiana: "Por que não fazer Corisco narrando a própria história e não um flashback?". Glauber aceitou, o que merece elogios do intérprete ainda hoje: "Glauber, que na época tinha seus 22, 23 anos, e fazia seu primeiro grande filme, teve a coragem e a generosidade de aceitar essa experiência".
No teatro, fez, entre outras peças, As três irmãs, de Tchekhov, Um bonde chamado desejo, de Tennessee Williams e o Auto da Compadecida, de Ariano Suassuna. Encenou Castro Alves pede passagem, de Gianfrancesco Guarnieri, Murro em Ponta de Faca, de Augusto Boal, Calabar – O Elogio da Traição, de Chico Buarque e Ruy Guerra. Chegou a ter sua própria companhia de teatro, em sociedade com sua mulher, a atriz Martha Overbeck.
Othon Bastos é um ator recordista em participações na TV, já tendo participado de mais de 80  produções entre novelas, séries, minisséries e casos especiais nas diversas emissoras pela qual já passou.
O cineasta Sérgio Resende, diretor do filme  "Mauá: o imperador e o rei", afirmou que Othon Bastos seria o maior ator brasileiro de todos os tempos.[carece de fontes?] No filme, Othon dá vida ao personagem Visconde de Feitosa, atuação que lhe rendeu a indicação ao prêmio de melhor ator no Grande Prêmio Cinema Brasil.
No cinema Othon Bastos já acumula cerca de 80 filmes.
Nos anos 90, dois filmes nacionais que tiveram sua participação concorreram ao Óscar de melhor filme estrangeiro: O Que É Isso, Companheiro?, de Bruno Barreto, e Central do Brasil, de Walter Salles.
Em 2010, Othon Bastos participou do seriado Na Forma da Lei, de Antônio Calmon, e da telenovela Escrito nas Estrelas, de Elizabeth Jhin.
Em 2011 Othon Bastos está no elenco do filme Heleno, contracenando novamente com Rodrigo Santoro, com quem não atuava desde Bicho de Sete Cabeças, de Laís Bodanzky.
Também em 2011 Othon Bastos é escalado para diversas produções do cinema nacional, entre elas: Ponto Final do diretor Marcelo Taranto, O Gerente, de Paulo César Saraceni, Vazio Coração do diretor Alberto Araújo, e o filme de estreia como diretor, do ator José Wilker, Giovanni Improtta.
De 1 a 13 de fevereiro de 2011 foi realizada uma retrospectiva sobre a obra de Othon Bastos, pelo Centro Cultural do Banco do Brasil em Brasília, intitulada "O Cinema de Othon Bastos", com curadoria de Davi Kolb. Foram exibidos 13 clássicos do cinema nacional que contribuíram para imortalizar a carreira do ator baiano, entre eles o filme de estreia do ator filmado em 1962, Sol Sobre a Lama, do diretor Alex Viany. O próprio Othon participou, já na noite de abertura, de um debate no CCBB, ao lado do curador e do cineasta Vladimir Carvalho.
Em maio de 2011 Othon Bastos viveu o bicheiro Agenor Improtta, primo de Giovanni Improtta na série Lara com Z, da Rede Globo, de autoria de Aguinaldo Silva e dirigida por Wolf Maya.
Em 2012 o ator foi escalado para viver "Lexor", um espírito de luz, na novela da Rede Globo Amor Eterno Amor, de Elizabeth Jhin.
No 17º Prêmio Contigo! de Cinema Nacional, ocorrido em 17 de setembro de 2012, no Teatro Tom Jobim, Othon Bastos foi homenageado por seus 50 anos de carreira, com um prêmio especial da revista Contigo! e do canal MGM.
Em 2013 Othon Bastos está no elenco do Telefilme Didi, O Peregrino, ao lado de Renato Aragão e Monique Alfradique, que vai ao ar como especial de fim de ano na Rede Globo.
Também em 2013 chega aos cinemas o filme Vazio Coração, do diretor Alberto Araújo, com Othon Bastos no elenco.
No mesmo ano Othon Bastos filma em Brasília O Último Cine Drive-In, primeiro longa metragem do diretor Iberê Carvalho, no qual interpreta o personagem Almeida.
Em 2014 Othon Bastos pode ser visto novamente na Rede Vida de televisão, na reprise da novela Os Imigrantes, de Benedito Ruy Barbosa, na qual interpretou um dos protagonistas, o português Antônio Pereira.
O ator também foi um dos homenageados no 4º Anápolis Festival de Cinema, que aconteceu entre os dias 18 e 25 de maio de 2014, por sua significativa colaboração para a consolidação da sétima arte no Brasil.
No mesmo ano, Othon integra o elenco da telenovela Império, da Rede Globo, escrita por Aguinaldo Silva, na qual interpreta Silviano. Durante a novela, devido aos vários mistérios que envolviam o seu personagem, Othon Bastos ganhou grande destaque na trama, com uma atuação elogiada até mesmo pelo autor Aguinaldo Silva, vindo a se tornar um dos personagens centrais da novela após a revelação de segredos ligados ao seu passado.
Durante as comemorações dos 50 anos do filme Deus e o diabo na terra do sol no Parque Lage na zona sul do Rio de Janeiro em 16 de Agosto de 2014, Othon Bastos fora surpreendido quando soube da inclusão do seu nome no dossiê militar produzido pelo Serviço Nacional de Informações (SNI), no qual o ator foi mencionado como o preferido do cineasta Glauber Rocha e ainda citado por seu conhecido envolvimento político e ideológico.
Em 2015 Othon Bastos é um dos destaques da série Os Experientes da Rede Globo, sob a direção de Fernando Meirelles e Quico Meirelles.
Ainda em 2015 o ator é escalado para integrar o elenco da novela Além do Tempo de Elizabeth Jhin, substituta de Sete Vidas na faixa das 18 horas na Rede Globo, na qual interpreta o personagem Mestre, que tem o poder de ser a ponte entre os seres humanos e o mundo superior.
Em 2016 Othon Bastos está no elenco da novela Haja Coração da Rede Globo, na faixa das 19 horas. Na trama escrita por Daniel Ortiz o ator interpreta Pedro Bertolucci, um milionário falido que deixará na miséria a esposa, interpretada pela atriz Malu Mader.
Também em 2016 o ator é um dos homenageados do Programa Persona em Foco da TV Cultura e é o protagonista do filme Bodas de Alexia Maltner, ao lado da atriz Suzana Faini, que foi escolhido para ser exibido na mostra paralela do Festival de Cannes na França.
No mesmo ano Othon Bastos estrela os filmes Quando Sapos Caem do Céu e Self, e ainda é escalado para a série Carcereiros da Rede Globo na qual interpreta Tibério Araújo, um carcereiro aposentado que começa a apresentar sinais de senilidade e será pai de Adriano, personagem do ator Rodrigo Lombardi.
Othon Bastos também seguiu no elenco da série Carcereiros na segunda temporada que foi ao ar em 2019, formando par romântico com Samantha Schmutz.
Em 2017, Othon Bastos interpretou o ex-Presidente Tancredo Neves no filme O Paciente - O Caso Tancredo Neves, que estreou nos cinemas em 2018.
Em 2019, Othon Bastos que foi o protagonista da versão de Éramos Seis ao lado de Irene Ravache em 1994, é escalado para integrar o elenco do remake da novela, dessa vez na Rede Globo no horário das 18 horas, para interpretar o personagem "Padre Venâncio".
Além de seu trabalho como ator, Othon Bastos também atuou como locutor em muitos documentários e programas de televisão.
Em 2024, aos 91 anos de idade, leva a cena no Teatro Vannucci, no Rio de Janeiro, o monólogo Não Me Entrego Não, com texto escrito e dirigido por Flávio Marinho. 

## Filmografia

### Televisão
| Ano  | Título                   | Personagem                                  | Notas                                                      |
| ---- | ------------------------ | ------------------------------------------- | ---------------------------------------------------------- |
| 1956 | Grande Teatro Tupi       | Vários Personagens                          |                                                            |
| 1956 | Teatrinho Trol           | Vários Personagens                          |                                                            |
| 1968 | Beto Rockfeller          | Dias Barreto                                |                                                            |
| 1969 | Nenhum Homem É Deus      | Antônio                                     |                                                            |
| 1969 | Super Plá                | Thompson                                    |                                                            |
| 1973 | Mulheres de Areia        | Dr. Otávio Galvão                           |                                                            |
| 1977 | Dois Mil Anos de Teatro  | Vários Personagens                          |                                                            |
| 1978 | Aritana                  | Mateus                                      |                                                            |
| 1978 | Roda de Fogo             | Albano                                      |                                                            |
| 1978 | Telecurso 2° Grau        | Apresentador                                |                                                            |
| 1979 | Gaivotas                 | —                                           |                                                            |
| 1979 | Aplauso                  | Pedro A.                                    | Episódio: "Vestido de Noiva"                               |
| 1979 | Aplauso                  | Carlos                                      | Episódio: "Um Grito Parado no Ar"                          |
| 1979 | Aplauso                  | Aramis                                      | Episódio: "Dona Flinta, A Rainha do Agreste"               |
| 1981 | Os Imigrantes            | Antônio Pereira                             |                                                            |
| 1982 | Campeão                  | Victor                                      |                                                            |
| 1982 | Ninho da Serpente        | Samuel Razuk                                |                                                            |
| 1984 | Joana                    | Melo                                        | Temporada 1                                                |
| 1985 | Tenda dos Milagres       | Abdala                                      |                                                            |
| 1985 | Roque Santeiro           | Ronaldo César                               |                                                            |
| 1985 | Corsário Especial        | Ele Mesmo                                   |                                                            |
| 1985 | Joana                    | Melo                                        | Temporada 2                                                |
| 1986 | Tudo ou Nada             | Ambrósio Barroso                            |                                                            |
| 1986 | Selva de Pedra           | Delegado Orestes                            |                                                            |
| 1987 | Alta Rotação             | Jaques Rocha                                |                                                            |
| 1987 | Helena                   | Dr. Camargo                                 |                                                            |
| 1989 | O Cometa                 | Jorge                                       |                                                            |
| 1989 | Pacto de Sangue          | Coronel Tóti                                |                                                            |
| 1990 | Desejo                   | Delegado Oliveira Alcântara                 |                                                            |
| 1990 | Gente Fina               | Tufik Anazir                                |                                                            |
| 1990 | Delegacia de Mulheres    | Dr. Gilmar Fragoso                          | Episódio: "Artigo 124: Aborto"                             |
| 1991 | Felicidade               | Gerson Meireles                             |                                                            |
| 1991 | O Portador               | Dr. Cerqueira                               |                                                            |
| 1991 | O Farol                  | Capitão De La Luna                          |                                                            |
| 1991 | Filhos do Sol            | Heitor Neves                                |                                                            |
| 1992 | Você Decide              | Dr. Sílvio Manhães                          | Episódio: "Morte em Vida"                                  |
| 1992 | Despedida de Solteiro    | Jorge Jordão                                |                                                            |
| 1992 | Tereza Batista           | Lulu dos Santos                             |                                                            |
| 1993 | Agosto                   | Dr. Galvão                                  |                                                            |
| 1993 | Você Decide              | Dênis Peixoto                               | Episódio: Laços de Família                                 |
| 1993 | Contos de Verão          | Chico                                       |                                                            |
| 1993 | Você Decide              | Paulo Naves                                 | Episódio: Jogo de Corpo                                    |
| 1994 | Éramos Seis              | Júlio Abílio de Lemos                       |                                                            |
| 1994 | Você Decide              | Gabriel Montez                              | Episódio: "Premonição"                                     |
| 1995 | Sangue do Meu Sangue     | Machado                                     |                                                            |
| 1995 | Sombras de Julho         | Joel Maia                                   |                                                            |
| 1996 | O Sequestro              | Valmir Soares (Delegado Soares)             |                                                            |
| 1996 | A Trágica Farsa          | Guilherme Barbosa                           |                                                            |
| 1997 | Canoa do Bagre           | Gustavo                                     |                                                            |
| 1997 | O Desafio de Elias       | Acabe                                       |                                                            |
| 1997 | Os Ossos do Barão        | Miguel                                      |                                                            |
| 1997 | Por Amor                 | Advogado                                    |                                                            |
| 1998 | Pecado Capital           | Sandoval                                    |                                                            |
| 1998 | Você Decide              | João Allende                                | Episódio: "O Flagrante"                                    |
| 1998 | Você Decide              | Emanuel Rangel                              | Episódio: "Dublê de Socialite"                             |
| 1998 | Brida                    | Fradique                                    |                                                            |
| 1999 | Suave Veneno             | Elpídio Amaral                              |                                                            |
| 1999 | Mulher                   | Tadeu Gonzaga                               |                                                            |
| 1999 | Força de um Desejo       | Promotor                                    |                                                            |
| 1999 | Zorra Total              | Ele Mesmo                                   | Participação no quadro: "Fernandinho e Ofélia"             |
| 1999 | Malhação                 | João (Calota)                               |                                                            |
| 2000 | Brava Gente              | Belenho                                     | Episódio: "Meia Encarnada Dura de Sangue"                  |
| 2000 | Aquarela do Brasil       | Coronel Mendes                              |                                                            |
| 2000 | Você Decide              | Antônio Fontoura                            | Episódoo: "O Morto Vivo"                                   |
| 2000 | Você Decide              | Manoel Duarte                               | Episódio: "Numa Sexta-Feira 13 - Parte I"                  |
| 2000 | Você Decide              | Nélio dos Santos                            | Episódio: "O Pacto"                                        |
| 2000 | Você Decide              | Manoel Duarte                               | Episódio: "Numa Sexta-Feira 13 - Parte II"                 |
| 2001 | Brava Gente              | Nabuco                                      | Episódio: "Embaixada do Glicério"                          |
| 2001 | Brava Gente              | Lauro Pacheco                               | Episódio: "O Automóvel"                                    |
| 2001 | Brava Gente              | Episódio: "Bilac Vê Estrelas"               |                                                            |
| 2001 | Brava Gente              | Cajuca Viana                                | Episódio: "Porque Lulu Bergantim Não Atravessou o Rubicon" |
| 2001 | Brava Gente              | Jacinto Gomes                               | Episódio: "O Natal de Arioswaldo"                          |
| 2001 | Turma do Pererê          | Rui Batalha                                 | Episódio: "Na Terra do Sol"                                |
| 2001 | A Padroeira              | Padre José Vilela                           |                                                            |
| 2002 | Esperança                | Vicenzo                                     |                                                            |
| 2002 | O Quinto dos Infernos    | Soares                                      |                                                            |
| 2002 | Brava Gente              | Zé                                          | Episódio: "Cremilda e o Fantasma"                          |
| 2003 | A Casa das Sete Mulheres | General Domingos Crescêncio de Carvalho     |                                                            |
| 2003 | Kubanacan                | Dr. Ortiz                                   | Episódio: "2 de setembro"                                  |
| 2004 | Cabocla                  | Dr. Edmundo Esteves                         |                                                            |
| 2005 | Carga Pesada             | Jamil                                       | Episódio: "Som na Lata"                                    |
| 2005 | Malhação                 | Prof. Adolfo Cabral                         |                                                            |
| 2005 | A Lua Me Disse           | Juiz do processo da Helena                  | Episódios: "16–25 de julho"                                |
| 2005 | Alma Gêmea               | Padre que acolhe Serena                     | Episódio: "28 de junho"                                    |
| 2005 | Mad Maria                | Marechal Hermes da Fonseca                  |                                                            |
| 2006 | Sinhá Moça               | Coutinho                                    |                                                            |
| 2007 | Desejo Proibido          | Alcebíades Patápio (Seu Cebíade)            |                                                            |
| 2007 | Paraíso Tropical         | Isidoro Grimaldi                            |                                                            |
| 2007 | Linha Direta             | Josef Mengele                               | Episódio: "Caso Mengele"                                   |
| 2008 | Três Irmãs               | Dr. Francisco Polidoro                      |                                                            |
| 2009 | Paraíso                  | Paulo Miola                                 |                                                            |
| 2009 | Os Buchas                | De. Juan Soledad                            | Episódio: "Juliana"                                        |
| 2010 | Na Forma da Lei          | Governador Marco Antônio de Almeida         | Episódios: Olho por Olho Não Matarás                       |
| 2010 | Escrito nas Estrelas     | Constantino Góes (Velho)                    |                                                            |
| 2010 | Autor Por Autor          | João Ubaldo Ribeiro                         |                                                            |
| 2010 | Separação?!              | Breno Ramalho                               |                                                            |
| 2011 | Lara com Z               | Agenor Improtta                             |                                                            |
| 2012 | Amor, Eterno Amor        | Lexor Moraes                                |                                                            |
| 2013 | Didi, o Peregrino        | Tobias Aguiar                               | Especial de fim de ano                                     |
| 2013 | Joia Rara                | Dr. Fernando Lucchesi                       |                                                            |
| 2014 | Resistir É Preciso       | Apresentador                                |                                                            |
| 2014 | Império                  | Renato Silviano dos Santos Muniz (Silviano) | [ 95 ] [ 96 ] [ 97 ]                                       |
| 2015 | Os Experientes           | Henrique Pereira (Del Bello)                | Episódio: "O Primeiro Dia"                                 |
| 2015 | Além do Tempo            | Breno Angelis (Mestre)                      |                                                            |
| 2016 | Haja Coração             | Pedro Bertolucci                            |                                                            |
| 2017 | A Força do Querer        | Otávio Garcia (Tio Garcia)                  |                                                            |
| 2018 | Tempo de Amar            | Signore Rossi                               |                                                            |
| 2018 | Carcereiros              | Tibério Araújo                              |                                                            |
| 2019 | Espelho da Vida          | Breno Angelis (Mestre)                      | Episódios: "30 de março–1 de abril"                        |
| 2019 | Éramos Seis              | Padre Venâncio                              |                                                            |
| 2022 | Cara e Coragem           | Delegado Peixoto                            |                                                            |
| 2023 | Fim                      | Padre Marcos                                |                                                            |
| 2026 | Dona Beja                |                                             |                                                            |

### Cinema
| Ano  | Título                                       | Personagem                        |
| ---- | -------------------------------------------- | --------------------------------- |
| 1962 | Sol sobre a Lama                             | Moreno                            |
| 1962 | O Pagador de Promessas                       | Repórter                          |
| 1964 | Deus e o Diabo na Terra do Sol               | Corisco                           |
| 1968 | Capitu                                       | Bentinho                          |
| 1969 | O Dragão da Maldade contra o Santo Guerreiro | Professor                         |
| 1969 | Vitalino / Lampião                           | Narrador                          |
| 1970 | Os Deuses e os Mortos                        | O Homem                           |
| 1970 | Tostão, a Fera do Ouro                       | Narrador                          |
| 1971 | Você também Pode Dar um Presunto Legal       | Narrador                          |
| 1971 | Longo Caminho da Morte                       | Coronel Orestes                   |
| 1972 | S. Bernardo                                  | Paulo Honório                     |
| 1972 | Herança do Nordeste                          | narrador                          |
| 1974 | Triste Trópico                               | narrador                          |
| 1975 | O Predileto                                  | Dr. Fernando                      |
| 1976 | Fogo Morto                                   | Lula de Hollanda                  |
| 1976 | Libertários                                  | narrador / operário               |
| 1979 | Braços Cruzados, Máquinas Paradas            | narrador                          |
| 1980 | Os Anos JK, uma Trajetória Política          | narrador                          |
| 1981 | O Homem do Pau-Brasil                        | Capitão                           |
| 1982 | Das Tripas Coração                           |                                   |
| 1982 | Ao Sul do Meu Corpo                          | Padre Paulo                       |
| 1982 | Linha de Montagem                            | narrador                          |
| 1983 | A Próxima Vítima                             | Delegado Orlando                  |
| 1985 | Frei Tito                                    | narrador                          |
| 1986 | Chico Rei                                    | Paranhos                          |
| 1986 | No Tempo de Glauber                          | Ele mesmo                         |
| 1988 | Mistério no Colégio Brasil                   | [ 116 ]                           |
| 1990 | Sermões, a História de Antônio Vieira        | Antônio Vieira                    |
| 1992 | Conterrâneos Velhos de Guerra                | Narrador                          |
| 1993 | Ulysses Cidadão                              | Narrador                          |
| 1995 | Menino Maluquinho - O Filme                  | Padre                             |
| 1996 | Sombras de Julho                             | Joel                              |
| 1996 | Uma Professora Muito Maluquinha              | Mosqueteiro                       |
| 1997 | A Grande Noitada                             | Tristão Roque Brasil              |
| 1997 | O Que É Isso, Companheiro?                   | [ 121 ]                           |
| 1997 | O Cangaceiro                                 | Raimundo                          |
| 1997 | Paulo Setúbal, Romancista e Poeta            |                                   |
| 1998 | Impressões para Clara                        |                                   |
| 1998 | Central do Brasil                            | César                             |
| 1998 | Policarpo Quaresma, Herói do Brasil          | Floriano Peixoto                  |
| 1999 | Mauá - o Imperador e o Rei                   | Visconde de Feitosa               |
| 1999 | A Terceira Morte de Joaquim Bolívar          | Coronel Gaudêncio                 |
| 2000 | A Encomenda                                  | João                              |
| 2000 | Bicho de Sete Cabeças                        | Wilson Souza                      |
| 2000 | Villa-Lobos, uma Vida de Paixão              | Raul                              |
| 2000 | A Hora Marcada                               | Fernando                          |
| 2001 | Abril Despedaçado                            | Lourenço                          |
| 2001 | 3 Histórias da Bahia                         | Organizador do concurso           |
| 2001 | Barra 68 - Sem Perder a Ternura              | Narrador                          |
| 2001 | Condenado à Liberdade                        | Mauro Vilhena                     |
| 2001 | Suicídio, nunca!                             |                                   |
| 2002 | Poeta de Sete Faces                          | [ 128 ]                           |
| 2002 | Joana e Marcelo, Amor quase Perfeito         |                                   |
| 2002 | A Encomenda                                  | Viajante                          |
| 2003 | Glauber, o Filme - Labirinto do Brasil       | [ 129 ]                           |
| 2004 | Irmãos de Fé                                 | Pedro                             |
| 2004 | O Vestido                                    | Jeremias                          |
| 2004 | O Número                                     |                                   |
| 2004 | O Carro-Forte                                | Narrador                          |
| 2005 | Cascalho                                     | Coronel Germano                   |
| 2005 | O Coronel e o Lobisomem                      | Simeão                            |
| 2005 | Durvalino                                    | Senhor                            |
| 2005 | Soy Cuba, o Mamute Siberiano                 | narrador                          |
| 2005 | Tancredo Neves, Mensageiro da Liberdade      | Narrador                          |
| 2005 | De Minas a Brasília                          | Narrador                          |
| 2006 | O Passageiro - Segredos de Adulto            | João                              |
| 2006 | Brasília 18%                                 | Martins Fontes                    |
| 2006 | Zuzu Angel                                   | Brigadeiro João Paulo Burnier     |
| 2008 | O Engenho do Zé Lins                         | narrador                          |
| 2008 | Orquestra dos Meninos                        | Moisés Batista                    |
| 2008 | Milagrez                                     | Ele Mesmo                         |
| 2009 | Rua dos Bobos                                | narrador                          |
| 2010 | O Calendário                                 |                                   |
| 2010 | Quincas Berro D'Água                         | Alonso                            |
| 2010 | Nosso Lar                                    | Anacleto                          |
| 2010 | Contracena                                   | Ele mesmo                         |
| 2011 | O Gerente                                    |                                   |
| 2011 | Heleno                                       | Carlito Rocha                     |
| 2011 | Marighella - Retrato Falado do Guerrilheiro  | Narrador                          |
| 2012 | Ponto Final                                  | Motorista do ônibus               |
| 2013 | Giovanni Improtta                            | Dom                               |
| 2013 | Garrafas ao Mar: A Víbora Manda Lembranças   | Narrador                          |
| 2013 | Vazio Coração                                | Mário Menezes                     |
| 2014 | O Último Cine Drive-in                       | Almeida                           |
| 2015 | O Homem na Caixa                             | Mágico                            |
| 2015 | Arpoador - Praia e Democracia                | Narrador                          |
| 2016 | Cícero Dias, O Compadre de Picasso           | Cícero Dias/Narrador              |
| 2016 | Bodas                                        | Caio                              |
| 2016 | Quando Sapos Caem do Céu                     | Eduardo                           |
| 2016 | Pitanga                                      | Ele mesmo                         |
| 2017 | Os Transgressores                            | Narrador                          |
| 2017 | Uma Canção Para o Silêncio                   | Pai                               |
| 2018 | O Paciente - O Caso Tancredo Neves           | Tancredo Neves                    |
| 2022 | Depois do Universo                           | Joaquim Soares                    |
| 2022 | A Última Vanguarda                           | Ele mesmo                         |
| 2024 | Nosso Lar 2: Os Mensageiros                  | Anacleto, Governador de Nosso Lar |
| 2024 | O Voo do Anjo                                | Victor Almeida Falcão             |

## Teatro
| Ano  | Título |
| ---- | --- |
| 1950 | Otelo, de William Shakespeare;                                                                                               |
| 1951 | Terra Queimada, de Aristóteles Soares;                                                                                       |
| 1954 | Lampião, de Rachel de Queiroz;                                                                                               |
| 1954 | A Noiva do Véu Negro, de Leone Vasconcellos;                                                                                 |
| 1955 | Phaedra; |
| 1956 | Auto da Cananeia, de Gil Vicente, com direção de Eros Martim;                                                                |
| 1957 | Romeu e Julieta, de William Shakespeare;                                                                                     |
| 1957 | O Boi e o Burro no Caminho de Belém, no Teatro Martim Gonçalves;                                                             |
| 1958 | Almanjarra, de Artur Azevedo, com direção de Geraldo Del Rey;                                                                |
| 1958 | Senhorita Júlia, de August Strindberg, com direção de Eros Martim;                                                           |
| 1958 | As Três Irmãs, de Anton Tchekhov;                                                                                            |
| 1958 | A Barca, com direção de Gianni Ratto;                                                                                        |
| 1958 | Graça e Desgraça na Casa que Engole Cobra, Cachorro Dorme nas Cinzas, O Moço Bom e Obediente, de Francisco Pereira da Silva; |
| 1958 | Eles não usam Black Tie, de Gianfrancesco Guarnieri;                                                                         |
| 1959 | Um Bonde Chamado Desejo, de Tennessee Williams;                                                                              |
| 1959 | O Tesouro de Chica da Silva, de Antônio Callado, com direção de Gianni Ratto;                                                |
| 1959 | O Auto da Compadecida, de Ariano Suassuna;                                                                                   |
| 1960 | Auto do Nascimento; |
| 1960 | Casaco Encarnado; |
| 1961 | Brasil Antigo - A Corda d'um Enforcado, com direção de João Augusto;                                                         |
| 1961 | Antes da Missa, de Machado de Assis, com direção de João Augusto;                                                            |
| 1961 | Pluft, O Fantasminha, de Maria Clara Machado, com direção de Ecchio Reis;                                                    |
| 1961 | A Farsa do Mestre Pedro; |
| 1962 | Os Fuzis da Senhora Carrar, de Bertolt Brecht;                                                                               |
| 1962 | Cabeças Redondas e Cabeças Pontudas, de Bertolt Brecht;                                                                      |
| 1962 | Terror e Miséria do III Reich, de Bertolt Brecht;                                                                            |
| 1962 | Da Necessidade de Ser Polígamo, de Silveira Sampaio;                                                                         |
| 1962 | Auto de Natal dos Ciganos;                                                                                                   |
| 1962 | História da Paixão nos Adros das Igrejas;                                                                                    |
| 1963 | Auto da Liberdade; |
| 1963 | Pequenos Burgueses, de Máximo Gorki, com direção de José Celso Martinez Corrêa e Fernando Peixoto;                           |
| 1964 | Eles Não Usam Black-Tie, de Gianfrancesco Guarnieri, com direção de João Augusto;                                            |
| 1965 | A Paixão Segundo Os Retirantes;                                                                                              |
| 1965 | Cordel I - Cordel II, com direção de João Augusto;                                                                           |
| 1965 | Estórias de Gil Vicente, de Gil Vicente, com direção de Othon Bastos;                                                        |
| 1966 | Romanceiro da Paixão; |
| 1966 | Entre Quatro Paredes, de Jean-Paul Sartre;                                                                                   |
| 1966 | Os Corruptos, de Lilian Hellman, com tradução de Clarice Lispector e Tati de Moraes e direção de João Augusto;               |
| 1966 | O Pelicano, de Strindberg, montagem de José Augusto;                                                                         |
| 1967 | O Rei da Vela, de Oswald de Andrade; com direção de José Celso Martinez Corrêa;                                              |
| 1968 | Galileu Galilei, de Bertolt Brecht, com direção de José Celso Martinez Corrêa;                                               |
| 1969 | Na Selva das Cidades, de Bertolt Brecht;                                                                                     |
| 1971 | Castro Alves Pede Passagem, com direção de Gianfrancesco Guarnieri;                                                          |
| 1971 | Pequenos Assassinatos, com direção de Osmar Rodrigues Cruz;                                                                  |
| 1972 | Frei Caneca, de Carlos Queiroz Telles; com direção de Fernando Peixoto;                                                      |
| 1972 | As Três Irmãs, de Anton Tchekhov, com direção de José Celso Martinez Corrêa;                                                 |
| 1973 | Um Grito Parado no Ar, encenação de Fernando Peixoto;                                                                        |
| 1974 | Caminho de Volta, de Consuelo de Castro;                                                                                     |
| 1976 | Ponto de Partida, texto de Gianfrancesco Guarnieri;                                                                          |
| 1977 | Mortos Sem Sepultura, de Jean-Paul Sartre;                                                                                   |
| 1978 | Murro em Ponta de Faca, de Augusto Boal, com direção de Paulo José;                                                          |
| 1980 | Calabar, o Elogio da Traição, de Chico Buarque e Ruy Guerra;                                                                 |
| 1983 | Os Colunáveis, com direção de José Renato;                                                                                   |
| 1984 | Dueto para um Só, de Tom Kempinski, com direção de Antônio Mercado;                                                          |
| 1984 | Com a Pulga Atrás da Orelha, de Georges Feydeau, com direção de Gianni Ratto;                                                |
| 1987 | Um Piano à Luz da Lua, de Paulo César Coutinho com direção de Cecil Thiré;                                                   |
| 1989 | O Jardim das Cerejeiras, de Anton Tchekov, com direção de Paulo Mamede;                                                      |
| 1990 | O Casamento Branco, de Tadeusz Rozewicz, com direção de Sérgio Britto;                                                       |
| 1993 | Mephisto, com direção de José Wilker;                                                                                        |
| 1994 | Meus Prezados Canalhas, com direção de Gracindo Júnior;                                                                      |
| 1996 | A Maracutaia, com direção de Miguel Falabella;                                                                               |
| 1999 | SOS Brasil, de Antônio Ermírio de Moraes, com direção de Marcos Caruso;                                                      |
| 2002 | Com a Pulga Atrás da Orelha, com direção de Gracindo Júnior;                                                                 |
| 2003 | DNA - A Comédia, de Tiago Santiago com direção de Bibi Ferreira;                                                             |
| 2004 | Presença de Guedes, de Miguel Paiva, com direção de Irene Ravache;                                                           |
| 2007 | O Manifesto, com Othon Bastos e Eva Wilma. Texto de Bryan Clark, com direção de Flávio Marinho;                              |
| 2016 | A Chegada de Lampião no inferno, com direção de Miguel Vellinho.                                                             |
| 2024 | Não Me Entrego, Não!, com direção e autoria de Flávio Marinho                                                                |

## Prêmios e indicações
| Ano  | Associações                             | Categoria                           | Nomeações                          | Resultado |
| ---- | --------------------------------------- | ----------------------------------- | ---------------------------------- | --------- |
| 1970 | Prêmio Molière de Teatro                | Melhor Ator                         | Na Selva das Cidades               | Venceu    |
| 1970 | Festival de Cinema de Brasília          | Melhor Ator                         | Os Deuses e os Mortos              | Venceu    |
| 1973 | Prêmio Molière de Teatro                | Melhor Ator                         | Um Grito Parado no Ar              | Venceu    |
| 1973 | Prêmio ABCT de Teatro                   | Melhor Ator                         | Um Grito Parado no Ar              | Venceu    |
| 1973 | Prêmio Air France                       | Melhor Ator                         | S. Bernardo                        | Venceu    |
| 1974 | Festival de Cinema de Gramado           | Melhor Ator                         | S. Bernardo                        | Venceu    |
| 1984 | Prêmio ABCT de Teatro                   | Melhor Ator                         | Dueto Para Um Só                   | Venceu    |
| 2000 | Grande Prêmio do Cinema Brasileiro      | Melhor Ator                         | Mauá - O Imperador e o Rei         | Indicado  |
| 2002 | Prêmio Arte Qualidade Brasil            | Melhor Ator Coadjuvante - Televisão | Esperança                          | Venceu    |
| 2002 | Grande Prêmio do Cinema Brasileiro      | Melhor Ator Coadjuvante             | Bicho de Sete Cabeças              | Venceu    |
| 2002 | Prêmio Guarani de Cinema Brasileiro     | Melhor Ator Coadjuvante             | Bicho de Sete Cabeças              | Indicado  |
| 2003 | Prêmio Nacional Jorge Amado             | Literatura e Arte                   | —                                  | Indicado  |
| 2004 | Cine CE - Festival de Cinema do Ceará   | Melhor Ator                         | O Número                           | Venceu    |
| 2006 | Prêmio Arte Qualidade Brasil            | Melhor Ator Coadjuvante - Cinema    | Zuzu Angel                         | Indicado  |
| 2012 | Prêmio Contigo! de Cinema Nacional      | Prêmio Especial                     | Carreira                           | Venceu    |
| 2013 | Festival de Cinema de Gramado           | Kikito de Cristal                   | Homenagem                          | Venceu    |
| 2014 | Festival Internacional de Cinema do Rio | Melhor Ator                         | O Último Cine Drive-in             | Indicado  |
| 2014 | Festival Internacional de Cinema do Rio | Prêmio Especial                     | Carreira no Cinema                 | Venceu    |
| 2015 | Troféu Cultura                          | Homenagem Especial                  | —                                  | Venceu    |
| 2019 | Grande Prêmio do Cinema Brasileiro      | Melhor Ator                         | O Paciente - O Caso Tancredo Neves | Indicado  |
| 2025 | Prêmio Shell                            | Melhor Ator                         | Não Me Entrego, Não!               | Venceu    |